# Saint-Avit (Drôme)
Saint-Avit é uma comuna francesa na região administrativa de Auvérnia-Ródano-Alpes, no departamento de Drôme. Estende-se por uma área de 8,94 km². Em 2010 a comuna tinha 316 habitantes (densidade: 35,3 hab./km²).